# كارلو هارتيون
كارلو هارتيون (15 مارس  1931-26 مارس 2016) مخرج عراقي

## حياته
ولد لعائلة أرمنية الأصل هاجرت من أرمينيا والأرجنتين إلى لبنان ثم فلسطين ثم استقرت في العراق  التحق في كلية بغداد وشارك في تغلب الأعمال الفنية التي تقام فيها أول أعماله «يوليوس قيصر» دخل معهد الفنون الجميلة المسائي وترك الدراسة ثم عاد ليكملها وتم اختياره لاداء دور في فيلم «عروس الفرات» عام 1956 لكن الدور سحب منه بعد ان رفض تغيير اسمه من كارلو إلى كاظم لكنه بقي من العاملين مع المخرج، ثم قدّم إلى كلية الهندسة وقبل فيها لانه يتقن اللغة الإنكليزية لكنهم وبعد ثلاثة أشهر منع من الدوام لأنه لا يحمل الجنسية العراقية، في عام 1958 حصل على الجنسية العراقية، وفي عام 1959 تم إرساله في بعثة إلى هنغاريا لدراسة الاخراج السينمائي وتزوج هناك ورزق بابنه الوحيد «مراد»

## مشواره المهني
خريج معهد الفنون الجميلة قسم المسرح عام 1957 درس السينما في هنغاريا وشارك هناك بأفلام منها (الاشقياء المساكين) و (يعجبني) و (قلق)..
عاد إلى بغداد بعد عام 1965 وساهم في تأسيس وحدة الإنتاج السينمائي في المؤسسة العامة للإذاعة والتليفزيون أخرج لها أول أفلامه الوثائقية (النهر الثالث) كبير في مهرجان موسكو كما أخرج فيلم (البديل) بـ (18) دقيقة ثم تحول إلى السينما الروائية فقدم أول فيلم درامي تلفزيوني هو فيلم (اللوحة) قصة الراحل (معاذ يوسف) وبطولة الوجه الجديد آنذاك (جلال كامل) ونال كارلو عدة جوائز فنية ثم قدم فيلمه الثاني (البندول) ثم توج نشاطه السينمائي بفيلمه الروائي الأول (شيء من القوة) عن قصة (لصباح عطوان) وبطولة (ليلى محمد).. وكان فيلما جميلا وذا صنعة محكمة وحقق نجاحا كبيرا للعاملين فيه لما احتوى عليه من مواصفات ناجحة..حين بدأت السينما في العراق تتعثر وقل الإنتاج أو توقف بسبب الحصار لم يتوقف بل اتجه إلى إخراج المسلسلات التلفزيونية لكونه لم يحب نفسه كممثل فمثل في أول فيلم عراقي ملون عام 1962 في فيلم (نبوخذ نصر) إخراج ا (كامل العزاوي) وكذلك مثل مع الفنان فيصل الياسري في فيلم (الرأس) آخر أعماله (شارع 40) كان قد انجز تصويره قبل الحرب الأمريكية على العراق وحين سرق مبنى التلفزيون ومحتوياته ضاعت اشرطة التصوير وظل ملاك العمل يبحث عن مثل مدير الإنتاج الفنان (مهدي عبدالصاحب) ومؤلفه (د. سلام حربة) ومخرجه إلى ان وجدوه واستطاعوا ان ينجزوا عملية المونتاج في قناة العراقية وجعلوه صالحا للعرض وقدم في شهر رمضان المبارك

### مغادرته العراق
غادر العراق في شهر سبتمبر عام 2006، بعد تعرضه إلى رمي بالرصاص على سيارته في ولكنه بأذى انتقل بعدها إلى الأردن لمدة عامين، آخر عمل قدمه مسلسل ألوان الرماد عام 2006 أكمله قبل أيام من مغادرته للعراق، هاجر إلى الولايات المتحدة الأمريكية ليقيم في لوس أنجلس منذ عام 2008،
نال الجنسية الأمريكية عام 2016 

## أعماله

### في الإخراج
- (2006): ألوان الرماد (مسلسل)
- (2002): شارع 40 (مسلسل)
- (2002): لو كنت القاضي (مسلسل)
- (1998): تبادل مراكز  (مسلسل)
- (1998): وداعاً أيها الحب (مسلسل)
- (1997): ورشة حارتنا (مسلسل)
- (1995): الضفة الأخرى (مسلسل)
- (1994): إعادة نظر (تمثيلية)
- (1990): زمن الحب (فيلم)
- (1989): براعم بلا جذور (مسلسل)
- (1988): شيء من القوة (فيلم)
- (1988): أجنحة الثعالب (مسلسل)
- (1984):حلم على الهامش (تمثلية)
- (1980):أيام ضائعة (مسلسل)
- (1979): البندول (فيلم)
- (1977): اللوحة (فيلم)
- (1974): السنطور (تمثيلية)
- عطارد
- سيد المنزل
- تبادل مراكز
- اللغز
- عشر ليرات تركية جديدة

### في التمثيل
- (2006): القضية ٢٣٨
- (2000): رجل فوق الشبهات
- (1996): رجال الظل
- (1994):الميزان الحق
- (1993): الملك غازي
- (1989): ما ضاع وانمحى من أخبار جحا
- (1987): ودار الزمن
- (1985): خان بطران
- (1976): الرأس
- (1971): الموت والقضية
- (1970): كاسب كار
- (1962): نبوخذ نصر

## وفاته
بدأت حالته الصحية تسوء عام 2015 وتوفي في 26 مارس 2016 بعد معاناة مع المرض في الولايات المتحدة الأمريكية